# Grenrör (växt)
Grenrör (Calamagrostis canescens) är en växtart i familjen gräs som hör till rörsläktet.

## Synonymer
- Arundo calamagrostis
- Arundo vilnensis
- Calamagrostis epigeios
- Calamagrostis lanceolata
- Calamagrostis pseudophragmites
- Calamagrostis vilnensis

## Egenskaper
Grenrör är ett meterhögt gräs med yvig, lutande, rödbrun vippa, ofta grenigt strå. Bladen är på översidan dunhåriga, blankt mörkgröna till färgen, samt är drygt fem millimeter bred och långsamt avsmalnande.
Arten kan korsa sig med madrör (Calamagrostis stricta) och bergrör (Calamagrostis epigeisos):

## Förekomst
Arten växer på fuktig skogsmark, ängsmarker och stränder och är i Sverige ganska vanligt upp till Jämtland - Hälsingland.
Första fynduppgiften kom från Lappland 1737.

## Externa länkar

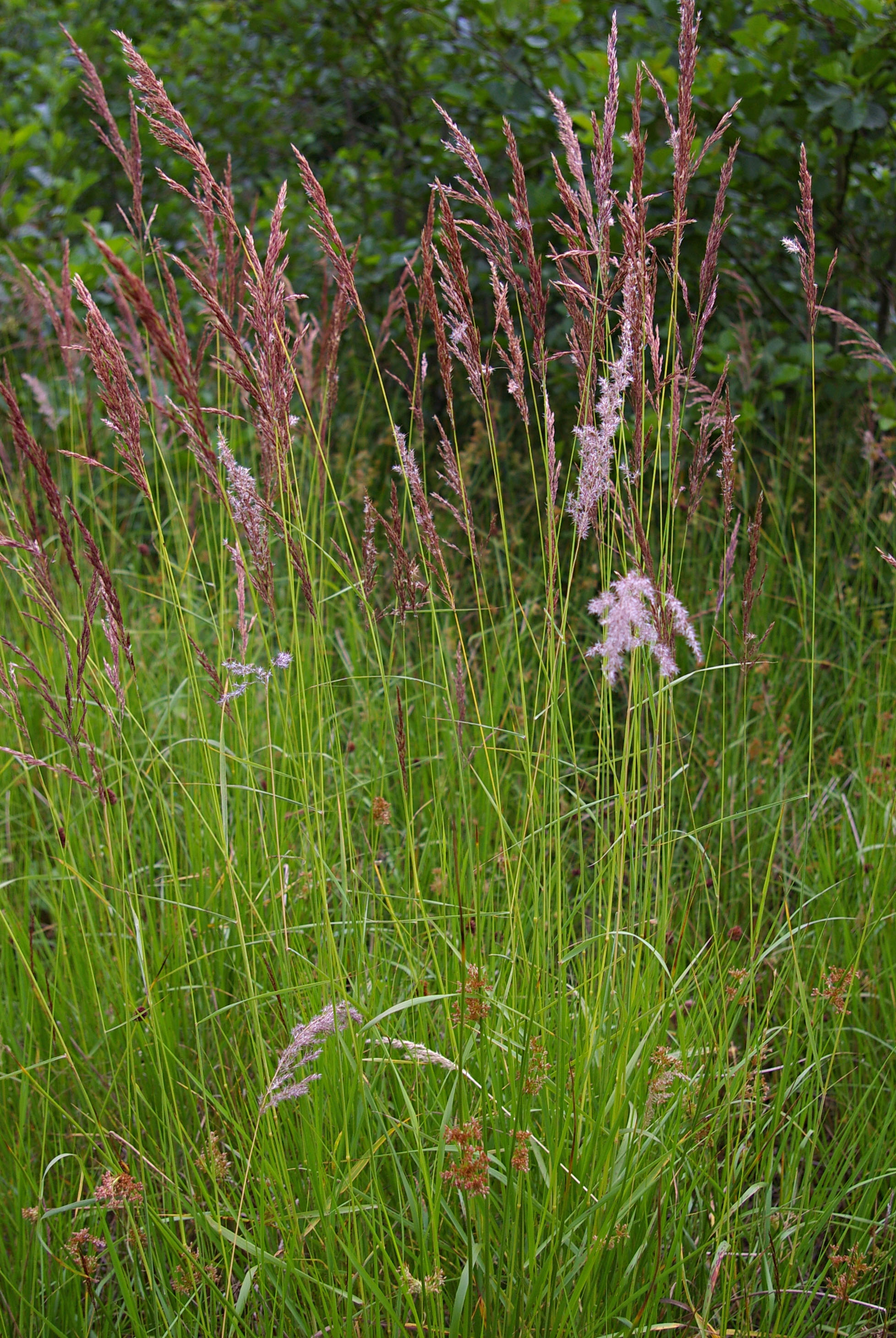

## Bygdemål
| Namn        | Trakt              | Förklaring                                      | Referens |
| ----------- | ------------------ | ----------------------------------------------- | -------- |
| Bjärgóltåðå | Dalarna (Älvdalen) | ð = tonande d ("eth") Rikssvenska: Berg-gultåda | [ 1 ]    |